# Local d'habitation
En droit français, un local est dit à usage d'habitation lorsque l'affectation dudit local sert au logement d'une ou plusieurs personnes, propriétaire, locataire ou occupant à titre gratuit. 

## Conditions de location
Les biens loués à usage habitation doivent correspondre à des logements décents, c'est-à-dire ne pas présenter un risque sanitaire, ne pas faire courir des risques aux occupants et disposer d'un confort minimal,.

## Changement d’usage d’un local d’habitation
Il doit être soumis à des demandes auprès de la direction de l'Urbanisme de la commune ou de la communauté d'agglomération.
Par ailleurs le règlement de copropriété doit donner la possibilité au copropriétaire de changer d'usage son local.